# Daternomina merga
Daternomina merga là một loài Trichoptera trong họ Ecnomidae. Chúng phân bố ở miền Australasia.